# اولوفستروم
شهر اولوفستروم (به سوئدی: Olofström) در ناحیه شهری اولوفستروم در کشور سوئد واقع شده است. جمعیت این شهر ۱۰۴۹٫۶۲  نفر است.